# Parmotrema degelianum
Parmotrema degelianum är en lavart som beskrevs av Krog & Swinscow. Parmotrema degelianum ingår i släktet Parmotrema och familjen Parmeliaceae.   Inga underarter finns listade i Catalogue of Life.